# Tom Steyer
Thomas Fahr "Tom" Steyer, född 27 juni 1957 på Manhattan i New York, är en amerikansk miljardär, hedgefond-manager, filantrop, miljöaktivist och presidentkandidat inför presidentvalet i USA 2020. 
Finanskarriären inleddes med jobb på storbankerna Morgan Stanley och Goldman Sachs. En tid därefter grundade han företaget Farallon Capital liksom även Onecalifornia Bank som sedermera (genom hopslagning) utvecklades till den Oakland-baserade "community-banken" Beneficial State Bank. 
Från 1980-talet och framåt har Steyer förutom sin finansiella karriär även involverat sig i politiken. Detta dels genom att stötta Demokratiska presidentkandidater, däribland Barack Obama och Hillary Clinton, men även genom engagemang i ett flertal företag och projekt med filantropisk karaktär. 
2012 sålde han sin aktieandel och lämnade Farallon Capital. Det politiska engagemanget tog då än mer plats och han grundade NextGen America, en icke vinstdrivande organisation som med proggressiv eller vänsterinriktad utgångspunkt arbetar med frågor kring miljö- och klimat, hälsovård, migration och utbildning.
I sin presidentvalskampanj som lanserades den nionde juli 2019 fokuserar Steyer främst på miljö- och klimatfrågorna och de omställningar han menar behövs där. Vid sidan av detta menar han också att det behövs reformer för att minska klyftorna i USA. Steyer låg endast på några få procent i opinionen bland demokratiska väljare 2019. Trots det lyckades han ändå, i sista stund, att klara de höjda kriterierna för den sjunde av det Demokratiska partiets presidentvalsdebatter, vid sidan om Joe Biden, Elizabeth Warren, Bernie Sanders, Pete Buttigieg och Amy Klobuchar. I primärvalet i New Hampshire den 11 februari 2020 fick han 3,8 procent och kom därmed på sjätte plats. Långt efter Bernie Sanders och Pete Buttigieg, men å andra sidan före både Andrew Yang och Tulsi Gabbard.

## Karriär
Efter att ha tagit ut sin examen vid Yale University, inledde Steyer sin yrkesmässiga finansiella karriär vid den amerikanska storbanken Morgan Stanley 1979. Efter två år där övergick han till studier igen, vid Stanford Graduate School of Business. Därefter tog han tjänst vid en annan storbank, Goldman Sachs, 1983 till 1985.

## Politiska engagemang före presidentvalskampanjen 2018-2020

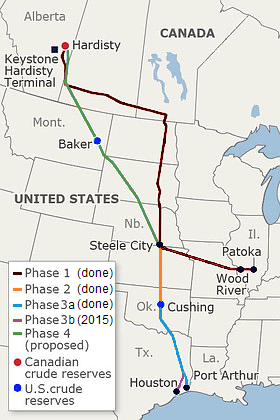
Karta Keystone Pipeline, som planerna såg ut 2012-2015.

1983 var Steyer delaktig i Walter Mondales presidentvalskampanj. År 2000 hjälpte han till med insamlingen för presidentkandidaten Bill Bradley och 2004 för John Kerry.
2012 till 2015 engagerade sig Steyer stort i det miljömotiverade motståndet mot Keystone Pipeline. Ett mycket storskaligt projekt som i november 2015 slutligen lades ner efter ett beslut av USA:s dåvarande president Barack Obama. 
2016 gjorde Steyer en insamling till förmån för Hillary Clinton och dennes presidentvalskampanj.. Han bidrog också själv med drygt 87000 dollar i kampanjstöd till olika Demokratiska presidentkandidater under denna presidentvalsperiod.
Från oktober 2017 och framåt la Steyer ut omkring 10 miljoner dollar på en kampanj, inklusive TV-annonser, med argument för att Donald Trump borde ställas inför riksrätt.

## Presidentvalskampanjen 2018-2020
Steyers presidentvalskampanj inleddes den 9 juli 2019 då Steyer postade en kampanjvideo på Twitter.
Kampanjen fokuserar till stor del på miljö- och klimatfrågorna liksom även på energifrågorna som kopplas ihop med miljö och klimat. Men han menar också att det är mycket viktigt att minska klyftorna, exempelvis genom högre personlig beskattning av personer med höga inkomster.
I den fjärde primärvalsdebatten, den 15 oktober 2019, la Steyer ut orden på följande sätt i sin kritik av den sittande presidenten Donald Trump: 
"I want to remind everybody that every candidate here is more decent, more coherent, and more patriotic than the criminal in the White House."
Under den sjätte debatten, i december 2019, framhöll Steyer åter sitt fokus på miljön och klimatet. Han kritiserade Donald Trumps migrationspolitik och menade att han, på grund av sin erfarenhet inom näringslivet, var bäst lämpad att besegra Trump i det komma presidentvalet. 
Den nionde januari 2020, strax före "deadline", kvalificerade sig Steyer för den sjunde demokratiska debatten. Detta efter att ha fått uppseendeväckande höga siffror i de opinionsundersökningar i Nevada och South Carolina som Fox News arrangerade under veckan. Från att ha legat på några enstaka procent i de flesta undersökningar, särskilt de nationella, noterade Steyer i dessa delstater  hela tolv respektive femton procent. 

Jerusalemkorset, som Steyer haft på sin ena hand vid speciella tillfällen sedan 2017.

Under den sjunde primärvalsdebatten hade Steyer, som brukligt vid sina officiella framträdanden, det så kallade Jerusalemkorset på sin ena hand. Något som BBC News dagen efter debatten gjorde en djupdykning i för att reda ut. Bland annat konstaterade BBC att Steyer förklarat symbolen vid tidigare tillfällen, och då sagt att korset för hans del är en påminnelse om att alltid tala sanning.
Några dagar senare lät Steyer publicera en ny ekonomisk plan. Planen är att sänka skatten för arbetande familjer med låga och medelhöga löner samtidigt som skatten för miljardärer höjs. Utöver det vill Steyer även utöka EITC-systemet (Earned income tax credit), ett system som också främjar personer med låg lön.

## Filantropi
År 2006 grundade Tom Steyer och hans fru Kat Taylor företaget OneRoof, Inc., med syftet att sprida datakunnighet och bredband till små byar på landsbygden i Indien och Mexiko.

## Privatliv
I augusti 1986 gifte sig Steyer med Kat Taylor. Paret har fyra barn tillsammans.

## Utmärkelser
- The Environmental Leadership Award of the California League of Conservation Voters (2012),[21]